# Броненосные крейсера типа «Касуга»
Тип «Касуга» (яп. 春日型装甲巡洋艦) — тип японских броненосных крейсеров. Изначально являлись развитием типа «Джузеппе Гарибальди» (по другой версии принадлежали ко второй серии этих крейсеров) и строились фирмой «Ансальдо» для ВМС Италии, но на стадии строительства были куплены Аргентиной. Однако, в связи с изменившейся ситуацией, Аргентина по завершении постройки перепродала их Японии, искавшей возможности для усиления флота в предстоящей войне с Россией.

## Конструкция

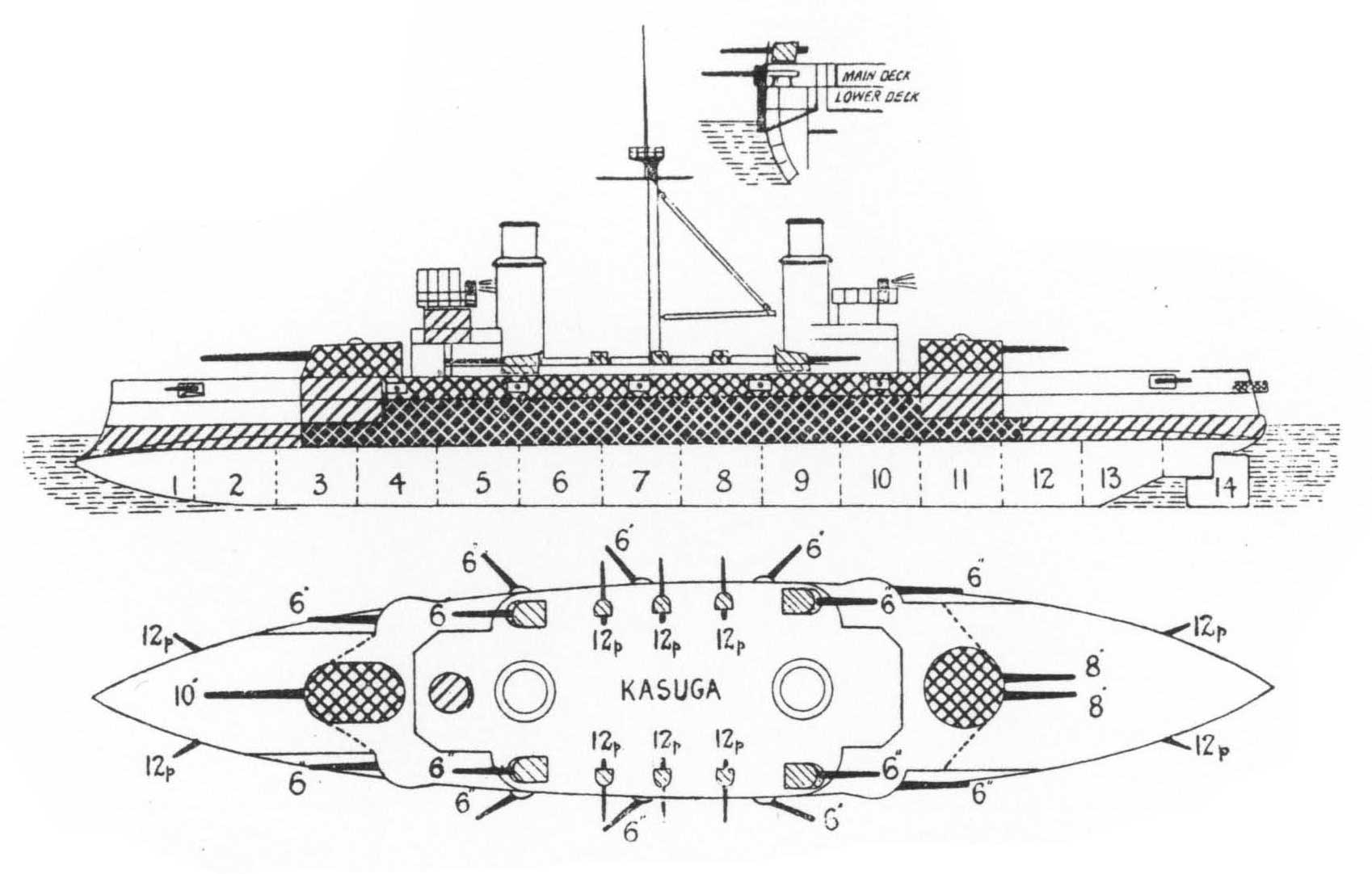
Броненосные крейсера типа «Касуга». Схема.

## Служба
Оба корабля являлись самыми новыми броненосными крейсерами Японии к началу Русско-японской войны и приняли в ней активное участие, особенно после гибели двух японских броненосцев, эти крейсеры заменили их в первой боевой линии, участвуя, в том числе в бою в Жёлтом море и Цусимском сражении. Впоследствии оба корабля принимали участие в Первой мировой войне. В 1922 году, в соответствии с условиями Вашингтонского договора, оба крейсера были частично разоружены и использовались после этого в роли учебно-тренировочных судов. «Ниссин» был потоплен в роли артиллерийской мишени в 1936 году, тогда как «Касуга» был потоплен в конце Второй мировой войны при авианалёте 18 июля 1945 года.

## Представители
| Название                    | Закладка      | Спуск на воду   | Вступление в строй | Судьба                                                                  |
| --------------------------- | ------------- | --------------- | ------------------ | ----------------------------------------------------------------------- |
| Касуга 春日 Митре Ривадавия | 10 марта 1902 | 22 октября 1902 | 7 января 1904      | учебно-тренировочное судно с 1922, потоплен при авианалёте 18 июля 1945 |
| Ниссин 日進 Рока Морено     | 29 марта 1902 | 9 февраля 1903  | 7 января 1904      | учебно-тренировочное судно с 1922, потоплен как мишень в 1936           |